# SsangYong Group
SsangYong Group é um conglomerado industrial sul coreano que atua em diversos ramos da economia.

## Subsidiarias
- SsangYong Cement Industrial Co., Ltd.
- SsangYong Remicon Co., Ltd.